# Pjesma Eurovizije 1986.
Eurovizija 1986. je bila 31. Eurovizija, koja je održana 3. svibnja 1986. u Grieghallenu u norveškom Bergenu. To je bilo prvi puta da je Norveška bila domaćin Eurovizije. Voditeljica je bila Åse Kleveland, poznata folk gitaristica, koja je bila predsjednik norveške Udruge glazbenika i sudionica Eurosonga 1966.
Belgijanka Sandra Kim je pobjednica ove Eurovizije s pjesmom "J'Aime La Vie". S 13 godina, Kim je najmlađa pobjednica Eurovizije ikad. Današnji propisi zahtijevaju da sudionici imaju barem 16 godina. U stihovima pjesme, Kim je tvrdila da ima 15 godina, ali nakon natjecanja se otkrilo da ona zapravo ima 13 godina. Švicarci, koji su završili na drugom mjestu, apelirali su da Kim treba biti diskvalificirana, ali njihova žalba nije uvažena.

## Rezultati
| Broj | Zemlja                 | Jezik       | Pjevač                      | Pjesma                             | Pozicija | Bodovi |
| ---- | ---------------------- | ----------- | --------------------------- | ---------------------------------- | -------- | ------ |
| 1    | Luksemburg             | francuski   | Sherisse Laurence           | "L'amour de ma vie"                | 3        | 117    |
| 2    | Jugoslavija            | hrvatski    | Doris Dragović              | "Željo moja"                       | 11       | 49     |
| 3    | Francuska              | francuski   | Cocktail Chic               | "Européennes"                      | 17       | 13     |
| 4    | Norveška               | norveški    | Ketil Stokkan               | "Romeo"                            | 12       | 44     |
| 5    | Ujedinjeno Kraljevstvo | engleski    | Ryder                       | "Runner In The Night"              | 7        | 72     |
| 6    | Island                 | islandski   | ICY                         | "Gleðibankinn"                     | 16       | 19     |
| 7    | Nizozemska             | nizozemski  | Frizzle Sizzle              | "Alles heeft ritme"                | 13       | 40     |
| 8    | Turska                 | turski      | Klips ve Onlar              | "Halley"                           | 9        | 53     |
| 9    | Španjolska             | španjolski  | Cadillac                    | "Valentino"                        | 10       | 51     |
| 10   | Švicarska              | francuski   | Daniela Simons              | "Pas pour moi"                     | 2        | 140    |
| 11   | Izrael                 | hebrejski   | Moti Giladi & Sarai Tzuriel | "Yavo Yom"                         | 19       | 7      |
| 12   | Irska                  | engleski    | Luv Bug                     | "You Can Count On Me"              | 4        | 96     |
| 13   | Belgija                | francuski   | Sandra Kim                  | "J'aime la vie"                    | 1        | 176    |
| 14   | Njemačka               | njemački    | Ingrid Peters               | "Über die Brücke geh'n             | 8        | 62     |
| 15   | Cipar                  | grčki       | Elpida                      | "Tora Zo" (Τώρα ζω)                | 20       | 4      |
| 16   | Austrija               | njemački    | Timna Brauer                | "Die Zeit ist einsam"              | 18       | 12     |
| 17   | Švedska                | švedski     | Lasse Holm & Monica Törnell | "E' de' det här du kallar kärlek?" | 5        | 78     |
| 18   | Danska                 | danski      | Lise Haavik                 | "Du er fuld af løgn"               | 6        | 77     |
| 19   | Finska                 | finski      | Kari Kuivalainen            | "Never The End"                    | 15       | 22     |
| 20   | Portugal               | portugalski | Dora                        | "Não sejas mau para mim"           | 14       | 28     |

| Pjesma Eurovizije | Pjesma Eurovizije |
| --- | ----------------- |
| |                   |
| 01956. • 1957. • 1958. • 1959. • 1960. 1961. • 1962. • 1963. • 1964. • 1965. • 1966. • 1967. • 1968. • 1969. • 1970. 1971. • 1972. • 1973. • 1974. • 1975. • 1976. • 1977. • 1978. • 1979. • 1980. 1981. • 1982. • 1983. • 1984. • 1985. • 1986. • 1987. • 1988. • 1989. • 1990. 1991. • 1992. • 1993. • 1994. • 1995. • 1996. • 1997. • 1998. • 1999. • 2000. 2001. • 2002. • 2003. • 2004. • 2005. • 2006. • 2007. • 2008. • 2009. • 2010. 2011. • 2012. • 2013. • 2014. • 2015. • 2016. • 2017. • 2018. • 2019. • 2020. 2021. • 2022. • 2023. • 2024. • 2025. |                   |

| Pjesma Eurovizije | Pjesma Eurovizije |
| --- | ----------------- |
| |                   |
| 01956. • 1957. • 1958. • 1959. • 1960. 1961. • 1962. • 1963. • 1964. • 1965. • 1966. • 1967. • 1968. • 1969. • 1970. 1971. • 1972. • 1973. • 1974. • 1975. • 1976. • 1977. • 1978. • 1979. • 1980. 1981. • 1982. • 1983. • 1984. • 1985. • 1986. • 1987. • 1988. • 1989. • 1990. 1991. • 1992. • 1993. • 1994. • 1995. • 1996. • 1997. • 1998. • 1999. • 2000. 2001. • 2002. • 2003. • 2004. • 2005. • 2006. • 2007. • 2008. • 2009. • 2010. 2011. • 2012. • 2013. • 2014. • 2015. • 2016. • 2017. • 2018. • 2019. • 2020. 2021. • 2022. • 2023. • 2024. • 2025. |                   |